# Incendi de Tortellà
L'incendi de Tortellà fou la presa, incendi i saqueig de la població de Tortellà per les forces carlines els dies compresos entre el 21 i el 23 d'agost de l'any 1873, en el curs de la tercera guerra carlina.

## Antecedents
Tortellà, al límit nord de la vall del Fluvià, era llavors una vila d'uns mil cinc-cents habitants, la principal via d'accés als engorjats de l'Alta Garrotxa i, per tant, dels passos pirinencs més propers. Així mateix, era una vila de marcat caràcter liberal, potser propiciat pels nombrosos contactes comercials que comportava el comerç de l'artesania del boix i dels productes tèxtils.
Un altre fet destacable a l'hora de cercar les causes de l'atac carlí era que Tortellà comptava amb una destacada unitat de Voluntaris de la República, anomenats sipaios pels carlins, famosos per la seva temeritat, crueltat i molt odiats pels seus adversaris.

## Narració dels fets

### La presa de Tortellà

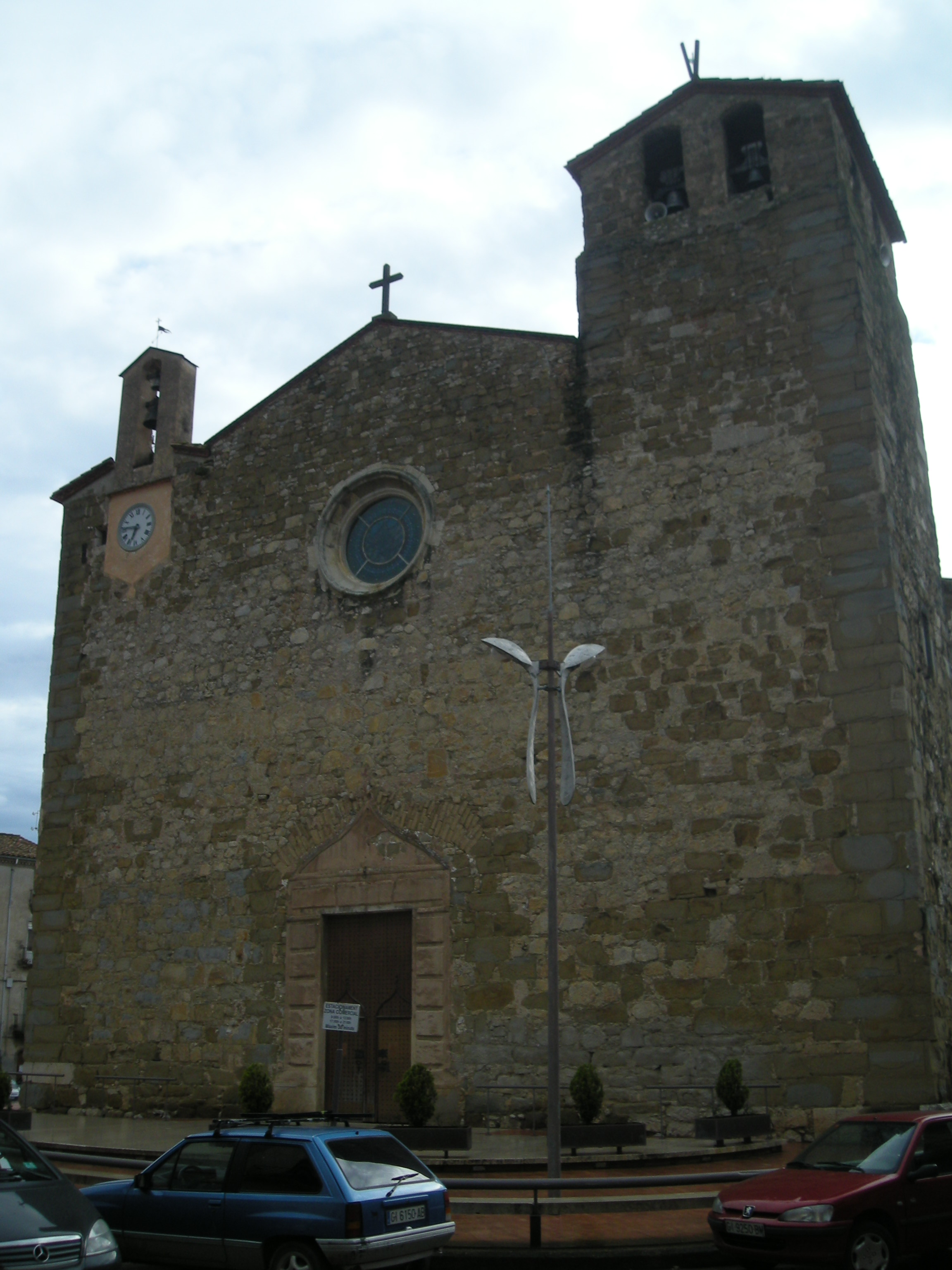
Església de Santa Maria, a Tortellà

Les forces de l'Infant Alfons i la seva muller Maria de les Neus, combinades amb les de Savalls i el seu lloctinent Auguet, que el 20 d'agost es trobaven a Ripoll, van traslladar-se a la Garrotxa, per Vallfogona i coll de Canes, aprofitant la nit, per arribar a Tortellà a l'entrada de fosc del dia 21, després d'haver reposat durant unes hores a Riudaura. De seguida van envoltar la població i començà la lluita pels carrers del poble.
Davant l'escomesa dels carlins, unes quantes desenes de voluntaris i veïns es tancaren a l'església del poble. Durant la nit continuaren les batusses, però fou l'endemà quan s'acarnissà més el setge a l'església, on seguien resistint els defensors. Els carlins comminaren a la rendició dels seus defensors, però aquests la rebutjaren. Davant d'això, decidiren incendiar el poble, el qual cremà durant dos dies.
Quan la gent de Tortellà marxava del poble en flames, els carlins sortiren del poble per atacar un destacament de voluntaris republicans que l'alcalde d'Olot havia enviat en socors de Tortellà. Llavors, el poble va tornar a ser ocupat per una columna de l'exèrcit comanada pel coronel Julià Udasta, que venia de Girona, la qual va dirigir l'evacuació dels civils i va intentar apagar les flames.
Els carlins, però, no havien deixat el setge i continuaven disparant i revifant de la manera que podien les flames. Amb aquesta situació, Udasta va decidir sortir del poble per reunir-se amb els voluntaris d'Olot i tots plegats ocupar Castellfollit, que era la porta d'Olot i de la muntanya. Un cop els soldats van deixar Tortellà, els carlins van tornar a entrar-hi i amb ells els voluntaris del poble que es varen tornar a tancar dins l'església.

### Combat d'Argelaguer
Llavors els militars liberals van improvisar un quarter general a Argelaguer, des d'on van començar a avançar en direcció a Castellfollit. En aquell moment la infanteria carlina de la zona que es replegava, ordenadament, va ésser sobrepassada per una càrrega de cavalleria carlina. La vista dels genets cavalcant contra els seus perseguidors els va animar de manera que varen girar per seguir-los. Els soldats en veure el que els venia a sobre van girar cap a Argelaguer.
Tanmateix, no varen poder evitar que la cavalleria entrés en contacte amb la seva rereguarda prop del mas de ca n'Orts. En aquesta càrrega va prendre part l'escriptor Marià Vayreda, que explica en el seu llibre autobiogràfic Records de la darrera carlinada que la manca d'un ensinistrament militar dels cavalls va evitar que els esquadrons carlins capturessin molts homes de la rereguarda enemiga. Al final, la columna liberal es va poder retirar, ordenadament, cap a Besalú i van deixar Argelaguer a mans dels carlins. Els carlins, però, van abandonar el setge de Tortellà i es van dirigir cap a Santa Pau, de manera que Argelaguer va ser recuperat pels voluntaris de Tortellà.